# Balla-patak
A Balla-patak a Mátrában ered, Mátraballa településtől északnyugatra, Mátranovák településtől 1,7 km-nyire délkeletre, Heves vármegyében, mintegy 260 méteres tengerszint feletti magasságban. A patak forrásától kezdve déli irányban halad, majd Recsk nyugati részénél éri el a Parádi-Tarnát.

## Élővilága

### Flórája
A patak növényvilágát többek között az alábbi fajok alkotják: muharsás (Carex panicea), bugás sás (Carex paniculata), széleslevelű ujjaskosbor (Dactylorhiza majalis).

## Part menti települések
A part mentén fekvő településeken közel 5400 fő él.
- Mátraballa
- Mátraderecske
- Recsk